# کامبیز یگانگی
کامبیز یگانگی (زادهٔ ۱۳۲۷، تهران) کارآفرین ایرانی و مربی علوم شناختی است. او را به عنوان پدر مربیگری در زمینه فنون مهارتی علم شناختی در ایران می‌شناسند.

## زندگی
کامبیز یگانگی در ۱۱ خرداد ۱۳۲۷ در تهران در خانواده‌ای کارآفرین زاده شد. پدرش اریاب اردشیر، بنیانگذار نخستین کارخانه مدرن چرم سازی در ایران و مادرش فرنگیس یگانگی، بنیانگذار سازمان صنایع دستی ایران بود.
عمویش، اسفندیار یگانگی، به عنوان بنیانگذار آبیاری نوین در ایران شناخته می‌شود.
پدربزرگش، کیخسرو شاهرخ نام داشت. او نمایندهٔ زرتشتیان در مجلس شورای ملی و از شخصیتهای برجسته تاریخ معاصر ایران بود.
کامبیز یک برادر به نام پرویز و خواهری به نام فیروزه داشت. او در سال ۱۳۵۲ از دانشگاه ایالتی کالیفرنیا در لس آنجلس در رشته کارشناسی ارشد مدیریت، فارغ‌التحصیل شد.

## فعالیتها
او یکی از بنیانگذاران شرکت دشت مرغاب، تولیدکننده محصولات غدایی یک و یک بود، که در سال ۱۳۴۶فعالیت خود را در زمینه مواد غذایی و صنایع تبدیلی کشاورزی در استان فارس آغاز کرد، همچنین در سال ۱۳۵۵ به مدیرعاملی شرکت سهامی صنایع گوشت کادور در کرج برگزیده شد.
کامبیز یگانگی در سال ۱۳۵۶ با همکاری تعدادی از بانکها و گروهی از سرمایه داران بخش خصوص، شرکت پخش سراسری ایران را طراحی و تأسیس کرد. این شرکت یکی از بزرگترین واحدهای پخش کالای مصرفی در ایران بود. در حال حاضر این شرکت یکی از زیرمجموعه‌های گروه صنعتی شیرین عسل است.

پس از انقلاب سال ۵۷، به آمریکا رفت و در سال ۱۹۹۸ میلادی موسسه‌ای را به نام Impact coaching & consulting در شهر سانفرانسیسکوی آمریکا تأسیس کرد. این مؤسسه به صورت تخصصی به ارائه خدمات مشاوره در زمینهٔ مدیریت می‌پرداخت.

او از سال ۱۳۵۹ در خصوص علوم شناختی شروع به مطالعه و پژوهش نمود و در این زمینه اولین کلاسهای ابداعی خود را در سال ۱۳۷۴ در ایران و آمریکا عرضه نمود. در این سمینارها برای اولین بار در ایران، علوم شناختی به صورت تعاملی و با روشهای نوین با مربیگری او عرضه شدند. بعدها، او مؤسسه فنون کاربردی بسوی تعادل (یگانگی) را بنیان گذاشت که در آن دوره‌های متعدد در زمینه علوم شناختی ارائه می‌شوند و تا سال ۱۳۹۷ بالغ بر ۳۰ هزار نفر در این کلاسها شرکت نموده‌اند.

## بازگشایی کتابخانه یگانگی
کتابخانه یگانگی از کتابخانه‌های قدیمی و تخصصی شهر تهران در زمنیهٔ فرهنگ ایران باستان است که در سال ۱۳۳۲ توسط فرنگیس یگانگی بنیانگذاری شد.
این کتابخانه در سال ۱۳۸۶، پس از دو سال تعطیلی، با همیاری کامبیز یگانگی و انجمن زرتشتیان تهران بازسازی و بازگشایی شد. در مراسم بازگشایی این کتابخانه که دو تن از نمایندگان مجلس نیز در آن حضور داشتند، کامبیز یگانگی، به بیان اهداف و باورهای مادرش از احداث چنین مکانی پرداخت. این کتابخانه پنجمین مرکز ترمیم کتابهای قدیمی در ایران می‌باشد.